# James William McBain
James William McBain (Chatham, 22 marzo 1882 – 12 marzo 1953) è stato un chimico canadese.
Vinse la Medaglia Davy.
Condusse importanti ricerche nel campo delle micelle presso l'Università di Bristol. Prima del 1913 postulò l'esistenza degli “ioni colloidali”, noti come micelle, per spiegare la buona conduttività elettrolitica delle soluzioni di sodio.